# Zacharie Noah
Zacharie Noah (* 2. Februar 1937 in Yaoundé; † 8. Januar 2017 ebenda) war ein französisch-kamerunischer Fußballspieler.

## Sportlicher Werdegang
Der im seinerzeit noch unter französischer Herrschaft stehenden Kamerun geborene Noah debütierte 1956 für Stade Saint-Germain, einen Vorläuferverein von Paris Saint-Germain, im französischen Fußball. Bereits ein Jahr später schloss der Abwehrspieler sich dem in der höchsten Spielklasse antretenden Profiverein UA Sedan-Torcy an, für den er bis 1962 in der Division 1 spielte. Größter Erfolg war der Gewinn der Coupe de France 1961.
Während seiner Zeit in Sedan wurde Noahs Sohn Yannick geboren, der als Tennisspieler reüssierte. Sein Enkel Joakim Noah ist als Basketballspieler ebenfalls im professionellen Sport aktiv. Sein Vater Simon Noah kam 1985 bei einem Staatsstreich in Kamerun ums Leben.
Noah starb im Januar 2017 knapp einen Monat vor seinem 80. Geburtstag.